# Kirsten Boie

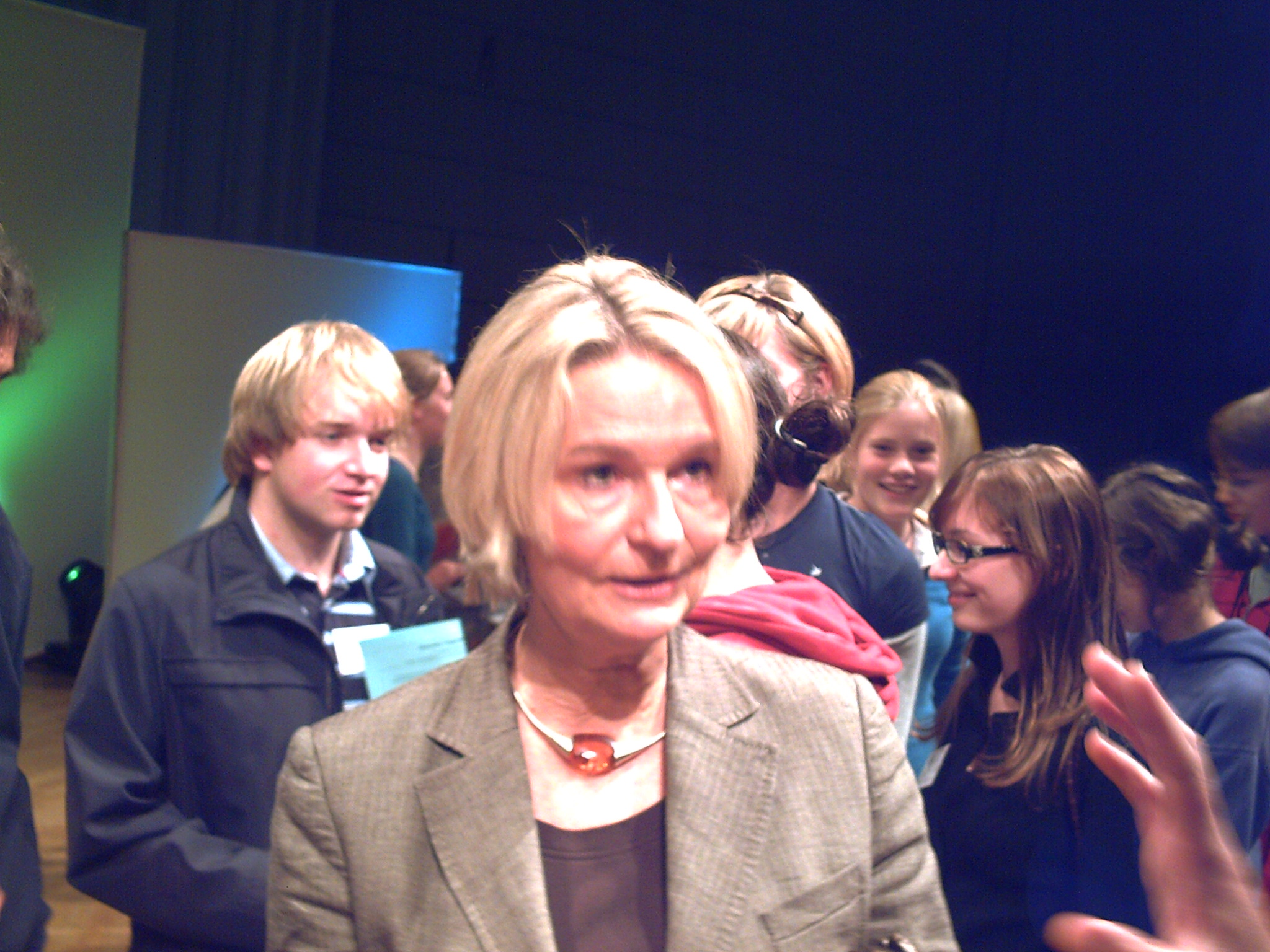
Kirsten Boie 2007 bei der Verleihung des Deutschen Jugendliteraturpreises für ihr Lebenswerk

Kirsten Boie (* 19. März 1950 in Hamburg) ist eine deutsche Schriftstellerin und Literaturwissenschaftlerin aus Hamburg.

## Leben und Werk
Boie besuchte ab 1960 das Elise-Averdieck-Gymnasium und legte an dieser Mädchenschule das Abitur ab. Sie studierte an der Universität Hamburg Deutsch und Englisch und schloss mit dem Staatsexamen ab, bevor sie in Literaturwissenschaft über die frühe Prosa von Bertolt Brecht promoviert wurde. Von 1978 bis 1983 unterrichtete sie am Gymnasium Oldenfelde. Auf eigenen Wunsch wechselte sie an eine Gesamtschule und unterrichtete an der Gesamtschule Mümmelmannsberg in Hamburg. Dort empfand sie die Konfrontation mit den unterschiedlichen Lebensbedingungen der Schüler und die Auswirkung auf deren Entwicklung als „Schlüsselerfahrung“. Mit der Adoption ihres ersten Kindes musste sie auf Verlangen des vermittelnden Jugendamtes die Lehrertätigkeit aufgeben. Weil aber zu ihrem Lebensentwurf immer beides gehört hatte, Familie und Beruf, fing sie an zu schreiben. 1985 erschien ihr erstes Buch Paule ist ein Glücksgriff, das sofort ein Erfolg wurde.
Beliebt sind vor allem zahlreiche von ihr verfasste Reihen wie die Geschichten aus dem Möwenweg, Lena (ein Mädchen im Grundschulalter), Juli (ein Junge im Kindergartenalter), King-Kong oder Sommerby. Sie hat rund einhundert Bücher veröffentlicht, die in diverse Sprachen übersetzt wurden. Viele Fortsetzungen ihrer Buchreihen entstanden nach Erhalt von Leserpost, weil ihre Leser wissen wollten, wie die Geschichten weitergehen.
Viele ihrer Texte erschienen als Audiofassungen. Einige platzierten sich auf der hr2-Hörbuchbestenliste (u. a. Nella-Propella, Seeräubermoses und Wir Kinder aus dem Möwenweg) bzw. auf der Bestenliste des Preises der deutschen Schallplattenkritik (Der kleine Ritter Trenk, Alhambra).
Ihre Reihe Ritter Trenk wurde als Zeichentrickserie und Kinofilm adaptiert. Ebenso wie Der kleine Ritter Trenk lief Wir Kinder aus dem Möwenweg als Animationsserie bei KiKA.
2006/07 erhielt Boie einen Lehrauftrag an der Carl-von-Ossietzky-Universität Oldenburg. Seit 2017 ist sie Mitglied im PEN-Zentrum Deutschland.
Kirsten Boie war Schirmherrin des Kinderbuchhauses in Hamburg.
Während der Frankfurter Buchmesse 2022 wurde sie für ihren zeitgeschichtlichen Roman „Dunkelnacht“ mit dem Deutschen Jugendliteraturpreis für das beste Jugendbuch ausgezeichnet. Zuvor erhielt derselbe Jugendroman den Katholischen Kinder- und Jugendbuchpreis 2022. Ende Oktober 2022 wurde zudem bekannt, dass die Perathon Film GmbH aus dem oberbayerischen Grünwald sich die Verfilmungsrechte eingekauft hat und die Planung der Verfilmung schon weit fortgeschritten ist. Das Drehbuch zu dem Kinofilm schreiben Ulrich Limmer und Christian Lerch. Kai Wessel wird die Regie übernehmen.
2023 erschien Thabo – Das Nashorn-Abenteuer, eine Verfilmung ihrer Reihe Thabo: Detektiv und Gentleman.

## Werke

### Reihen
(Chronologisch nach Reihenbeginn)

#### King-Kong
(mit Illustrationen von Silke Brix)
- King-Kong, das Reiseschwein. Oetinger Verlag, 1989, ISBN 978-3-7891-0516-6
- King-Kong, das Geheimschwein. Oetinger Verlag, 1989, ISBN 978-3-7891-0520-3
- King-Kong, das Fußballschwein. Oetinger Verlag, 1991, ISBN 978-3-7891-2437-2
- King-Kong, das Zirkusschwein. Oetinger Verlag, 1992, ISBN 978-3-7891-0531-9
- King-Kong, das Liebesschwein. Oetinger Verlag, 1993, ISBN 978-3-7891-0528-9
- King-Kong, das Schulschwein. Oetinger Verlag, 1995, ISBN 978-3-7891-0510-4
- King-Kong, das Krimischwein. Oetinger Verlag, 1998, ISBN 978-3-7891-0550-0
- King-Kong: Allerhand und mehr. Oetinger Verlag, 2004, ISBN 978-3-7891-3154-7
- King-Kong, das Glücksschwein. Oetinger Verlag, 2010, ISBN 978-3-7891-0727-6
- King-Kong, das Weihnachtsschwein. Oetinger Verlag, 2011, ISBN 978-3-7891-0738-2

#### Juli
(mit Illustrationen von Jutta Bauer)
- Kein Tag für Juli. Beltz Verlag, 1992, ISBN 978-3-407-76001-2.
- Juli, der Finder. Beltz Verlag, 1993, ISBN 978-3-407-76010-4.
- Juli tut Gutes. Beltz Verlag, 1994, ISBN 978-3-407-76027-2.
- Juli und das Monster. Beltz Verlag, 1995, ISBN 978-3-407-76020-3.
- Juli wird erster. Beltz Verlag, 1996, ISBN 3-407-79177-1.
- Juli und die Liebe. Beltz Verlag, 1999, ISBN 3-407-79231-X.

#### Lena
(mit Illustrationen von Silke Brix)
- Vielleicht ist Lena in Lennart verliebt. Oetinger Verlag, 1994, ISBN 3-7891-0503-1
- Lena zeltet Samstag nacht. Oetinger Verlag, 1996, ISBN 3-7891-0522-8
- Lena hat nur Fußball im Kopf. Oetinger Verlag, 1997, ISBN 3-7891-0529-5
- Lena findet Fan-Sein gut. Oetinger Verlag, 1997, ISBN 3-7891-0536-8
- Lena möchte immer reiten. Oetinger Verlag, 1998, ISBN 3-7891-0543-0
- Zum Glück hat Lena die Zahnspange vergessen. Oetinger Verlag, 2000, ISBN 3-7891-0548-1
- Lena: Allerhand und mehr. Oetinger Verlag, 2002, ISBN 3-7891-3142-3
- Lena fährt auf Klassenreise. Oetinger Verlag, 2004, ISBN 3-7891-3157-1
- Lena wünscht sich ein Handy. Oetinger Verlag, 2005, ISBN 3-7891-0613-5
- Lena hat eine Tierkümmerbande. Oetinger Verlag, 2006, ISBN 3-7891-0628-3

#### Linnea
(mit Illustrationen von Silke Brix)
- Linnea klaut Magnus die Zauberdose. Oetinger Verlag, 1999, ISBN 3-7891-0558-9
- Linnea will Pflaster. Oetinger Verlag, 1999, ISBN 3-7891-1139-2
- Linnea geht nur ein bißchen verloren. Oetinger Verlag, 1999, ISBN 3-7891-6335-X
- Linnea findet einen Waisenhund. Oetinger Verlag, 2000, ISBN 3-7891-1148-1
- Linnea rettet Schwarzer Wuschel. Oetinger Verlag, 2000, ISBN 3-7891-3136-9
- Linnea macht Sperrmüll. Oetinger Verlag, 2001, ISBN 3-7891-1151-1
- Linnea macht Sachen. Oetinger Verlag, 2002, ISBN 3-7891-3147-4
- Linnea schickt eine Flaschenpost. Oetinger Verlag, 2003, ISBN 3-7891-1170-8
- Linnea: Allerhand und mehr. Oetinger Verlag, 2005, ISBN 3-7891-3160-1

#### Möwenweg
(mit Illustrationen von Katrin Engelking)
- Wir Kinder aus dem Möwenweg. Oetinger Verlag, Hamburg 2000, ISBN 978-3-7891-3138-7.
- Sommer im Möwenweg. Oetinger Verlag, Hamburg 2002, ISBN 978-3-7891-3144-8.
- Geburtstag im Möwenweg. Oetinger Verlag, Hamburg 2003, ISBN 978-3-7891-3149-3.
- Weihnachten im Möwenweg. Oetinger Verlag, Hamburg 2005, ISBN 978-3-7891-3158-5.
- Ein neues Jahr im Möwenweg. Oetinger Verlag, Hamburg 2008, ISBN 978-3-7891-3172-1.
- Geheimnis im Möwenweg. Oetinger Verlag, Hamburg 2010, ISBN 978-3-7891-3181-3.
- Ostern im Möwenweg. Oetinger Verlag, Hamburg 2011, ISBN 978-3-7891-3189-9.
- Ferien im Möwenweg. Oetinger Verlag, Hamburg 2015, ISBN 978-3-7891-2025-1 (mit Illustrationen von Nadine Reitz).
- Wir haben endlich Ferien. Oetinger Verlag, Hamburg 2016, ISBN 978-3-7512-0181-0.
- Wir backen Weihnachtskekse. Oetinger Verlag, Hamburg 2018, ISBN 978-3-7891-0881-5.
- Wir spielen im Schnee. Oetinger Verlag, Hamburg 2020, ISBN 978-3-7891-1485-4.

#### Nix
(mit Illustrationen von Stefanie Scharnberg)
- Verflixt ein Nix. Oetinger Verlag, Hamburg 2003, ISBN 978-3-8415-0039-7.
- Wieder Nix!. Oetinger Verlag, Hamburg 2007, ISBN 978-3-7891-3167-7.
- Nix wie weg!. Oetinger Verlag, Hamburg 2013, ISBN 978-3-7891-3199-8.

#### Albert
(mit Illustrationen von Silke Brix)
- Albert geht schlafen. Oetinger Verlag, 2004, ISBN 3-7891-7629-X
- Albert macht Quatsch. Oetinger Verlag, 2004, ISBN 3-7891-7630-3
- Albert ist eine Katze. Oetinger Verlag, 2005, ISBN 3-7891-7638-9
- Albert spielt Verstecken. Oetinger Verlag, 2005, ISBN 3-7891-7640-0

#### Skogland
- Skogland. Oetinger Verlag, 2005, ISBN 3-7891-3159-8
- Verrat in Skogland. Oetinger Verlag, 2008, ISBN 978-3-7891-3174-5
- Skogland brennt. Oetinger Verlag, 2024. ISBN 978-3-7512-0555-9

Das Buchcover von Skogland brennt wurde mithilfe der KI Midjourney hergestellt, was zu Kontroversen geführt hat.

#### Ritter Trenk
(mit Illustrationen von Barbara Scholz)
- Der kleine Ritter Trenk. Oetinger Verlag, 2006, ISBN 3-7891-3163-6
- Der kleine Ritter Trenk und der Große Gefährliche. Oetinger Verlag, 2011, ISBN 978-3-7891-3193-6
- Der kleine Ritter Trenk und das Schwein der Weisen. Oetinger Verlag, 2012, ISBN 978-3-7891-3190-5
- Der kleine Ritter Trenk und fast das ganze Leben im Mittelalter. Oetinger Verlag, 2012, ISBN 978-3-7891-8530-4
- Der kleine Ritter Trenk und der ganz gemeine Zahnwurm. Oetinger Verlag, 2013, ISBN 978-3-7891-3196-7
- Der kleine Ritter Trenk und der Turmbau zu Babel. Oetinger Verlag, 2013, ISBN 978-3-7891-3200-1

#### Seeräubermoses
(mit Illustrationen von Barbara Scholz)
- Seeräubermoses. Oetinger Verlag, 2009, ISBN 978-3-7891-3180-6
- Leinen los, Seeräubermoses. Oetinger Verlag, 2014, ISBN 978-3-7891-2020-6

#### Thabo: Detektiv und Gentleman
- Thabo. Detektiv und Gentleman. Der Nashorn-Fall, Band 1, Oetinger Verlag, 2016, ISBN 978-3-7891-2033-6
- Thabo. Detektiv und Gentleman. Die Krokodil-Spur, Band 2, Oetinger Verlag, 2016, ISBN 978-3-7891-0395-7
- Thabo. Detektiv und Gentleman. Der Rinder-Dieb, Band 3, Oetinger Verlag, 2017, ISBN 978-3-7891-2034-3

#### Sommerby
(mit Vignetten von Verena Körting)
- Ein Sommer in Sommerby. Oetinger Verlag, 2018, ISBN 978-3-7891-0883-9
- Zurück in Sommerby. Oetinger Verlag, 2020, ISBN 978-3-7512-0001-1
- Für immer Sommerby. Oetinger Verlag, 2021, ISBN 978-3-7891-2126-5
- Am schönsten ist es in Sommerby. Oetinger Verlag, ISBN 978-3-7512-0392-0

### Kinder-, Jugend- und Bilderbücher (Einzeltitel)
(Chronologisch nach Erstveröffentlichung)
- Paule ist ein Glücksgriff, mit Bildern von Magdalene Hanke-Basfeld, Oetinger Verlag, Hamburg 1985, ISBN 978-3-7891-3175-2.
- Mit Jakob wurde alles anders. Oetinger Verlag, 1986, ISBN 3-7891-1882-6.
- Opa steht auf rosa Shorts. Oetinger Verlag, 1986, ISBN 978-3-7891-1885-2.
- Mellin, die dem Drachen befiehlt. Mit Illustrationen von Silke Brix. Oetinger Verlag, 1987, ISBN 3-7891-1883-4.
- Jenny ist meistens schön friedlich. Oetinger Verlag, 1988, ISBN 978-3-7891-3150-9.
- Manchmal ist Jonas ein Löwe, 1989
- Lisas Geschichte, Jasims Geschichte, 1989
- Mit Kindern redet ja keiner, 1990
- Alles total geheim. Mit Illustrationen von Silke Brix. Oetinger Verlag, 1990, ISBN 3-7891-6302-3.
- Das Ausgleichskind, 1990
- Ein Tiger für Amerika, 1990
- Geburtstagsrad mit Batman-Klingel, 1990
- Moppel wär gern Romeo, 1990
- Alles ganz wunderbar weihnachtlich, 1992
- Der kleine Pirat, 1992
- Ich ganz cool. Oetinger Verlag, 1992, ISBN 3-7891-3103-2.
- Kirsten Boie erzählt vom Angsthaben, 1992
- Jeder Tag ein Happening, 1993
- Mittwochs darf ich spielen, 1993
- Schließlich ist letztes Mal auch nichts passiert. In: Silvia Bartholl (Hrsg.): Texte dagegen. Anthologie. Beltz & Gelberg, 1993, ISBN 3-407-78716-2.
- Abschiedskuß für Saurus, 1994
- Erwachsene reden. Marco hat was getan. 1994
- Klar, daß Mama Ole/Anna lieber hat: Zwei Bilderbücher in einem Bilderbuch. Mit Illustrationen von Silke Brix. Oetinger Verlag, 1994, ISBN 3-7891-6311-2.
- Mutter, Vater, Kind, 1994
- Nella-Propella, 1994
- Entschuldigung, flüsterte der Riese. Mit Illustrationen von Silke Brix. Oetinger Verlag, 1995, ISBN 3-7891-6067-9.
- Prinzessin Rosenblüte. Mit Illustrationen von Silke Brix. Oetinger Verlag, 1995, ISBN 3-7891-3112-1.
- Sehr gefräßig, aber nett. Oetinger Verlag, 1995, ISBN 978-3-7891-1035-1.
- Sophies schlimme Briefe. Oetinger Verlag, 1995, ISBN 3-7891-3110-5.
- Ein Hund spricht doch nicht mit jedem. Oetinger Verlag, 1996, ISBN 978-3-7891-0384-1.
- Eine wunderbare Liebe. Oetinger Verlag, 1996, ISBN 3-7891-3115-6.
- Der Prinz und der Bottelknabe oder Erzähl mir vom Dow Jones. Oetinger Verlag, 1997, ISBN 978-3-7891-3120-2.
- Krippenspiel mit Hund. Oetinger Verlag, 1997, ISBN 978-3-7891-0546-3.
- Man darf mit dem Glück nicht drängelig sein. Mit Illustrationen von Jutta Bauer. Oetinger Verlag, 1997, ISBN 3-7891-3114-8.
- Krisensommer mit UR-Otto. Oetinger Verlag, 1998, ISBN 978-3-7891-3122-6.
- Du wirst schon sehen, es wird ganz toll. Mit Illustrationen von Peter Knorr. Oetinger Verlag, 1999, ISBN 3-7891-6318-X.
- Nicht Chicago. Nicht hier. Oetinger Verlag, 1999, ISBN 3-7891-3131-8.
- Nee! sagte die Fee. Oetinger Verlag, 2000, ISBN 978-3-7891-6319-7.
- Der durch den Spiegel kommt. Oetinger Verlag, 2001, ISBN 3-7891-3145-8.
- Kerle mieten oder Das Leben ändert sich stündlich. Oetinger Verlag, 2001, ISBN 3-7891-3133-4.
- Josef Schaf will auch einen Menschen Oetinger Verlag, 2002, ISBN 978-3-7891-6339-5.
- Kann doch jeder sein, wie er will Oetinger Verlag, 2002, ISBN 978-3-7891-2417-4.
- Monis Jahr. Oetinger Verlag, 2003, ISBN 3-7891-3153-9.
- Die Medlevinger. Mit Illustrationen von Volker Fredrich. Oetinger Verlag, 2004, ISBN 3-7891-3155-5.
- Was war zuerst da? Mit Illustrationen von Philip Waechter. Oetinger Verlag, 2004, ISBN 3-7891-6346-5.
- Alhambra. Oetinger Verlag, 2007, ISBN 978-3-7891-3170-7.
- Prinzessin Rosenblüte. Wach geküsst! Oetinger Verlag, 2007, ISBN 978-3-7891-3164-6.
- Ein mittelschönes Leben. Ein Kinderbuch über Obdachlosigkeit. Mit Illustrationen von Jutta Bauer. Hinz & Kunz, 2008, ISBN 978-3-00-026146-6.
- Ringel, Rangel, Rosen. Oetinger Verlag, 2010, ISBN 978-3-7891-3182-0.
- Der Junge, der Gedanken lesen konnte. Ein Friedhofskrimi. Oetinger Verlag, 2012, ISBN 978-3-7891-3191-2.
- Es gibt Dinge, die kann man nicht erzählen. Oetinger Verlag, 2013, ISBN 978-3-7891-2019-0.
- Schwarze Lügen. Oetinger Verlag, 2014, ISBN 978-3-7891-2015-2.
- Entführung mit Jagdleopard. Oetinger Verlag, 2015, ISBN 978-3-7891-2023-7.
- Bestimmt wird alles gut. Klett Verlag, 2016, ISBN 978-3-95470-134-6.
- Vom Fuchs, der ein Reh sein wollte. Oetinger Verlag, 2019, ISBN 978-3-7891-0953-9.
- Dunkelnacht. Oetinger Verlag, 2021, ISBN 978-3-7512-0053-0.
- Heul doch nicht, du lebst ja noch, Oetinger Verlag, Hamburg 2022, ISBN 978-3-7512-0163-6.[14]
- Gangster müssen clever sein. Oetinger Verlag, 2022, ISBN 978-3-7512-0003-5.
- Vorbei ist eben nicht Vorbei. Oetinger Verlag, 2022, ISBN 978-3-7512-0287-9.

## Auszeichnungen und Ehrungen
- 1985: Ehrenliste des Österreichischen Kinder- und Jugendbuchpreises für Paule ist ein Glücksgriff
- 1986: Kinderbuch des Monats März der Deutschen Akademie für Kinder- und Jugendliteratur Paule ist ein Glücksgriff
- 1988: Kalbacher Klapperschlange für Jenny ist meistens schön friedlich
- 1998: Beliebtestes schwedisches Kinderbuch 7-9 Jahre (Bokjuryn) Lena hat nur Fußball im Kopf
- 2002: Bilderbuch des Monats September der Deutschen Akademie für Kinder- und Jugendliteratur Josef Schaf will auch einen Menschen
- 2006: Evangelischer Buchpreis für Die Medlevinger
- 2006: Bundesverdienstkreuz (Ausprägung unbekannt)
- 2007: Auszeichnung von PETA Deutschland für das Bilderbuch Josef Schaf will auch einen Menschen als tierfreundlichstes Kinderbuch
- 2007: August Lektorix für Alhambra
- 2007: 3. Platz Buchliebling für Der kleine Ritter Trenk
- 2007: Sonderpreis des Deutschen Jugendliteraturpreises für ihr Lebenswerk
- 2008: Wildweibchenpreis der Reichelsheimer Sagen- und Märchentage für ihr Gesamtwerk
- 2008: Großer Preis der Deutschen Akademie für Kinder- und Jugendliteratur e. V. Volkach für ihr Gesamtwerk[15]
- 2011: Gustav-Heinemann-Friedenspreis für Kinder- und Jugendbücher[16]
- 2011: Verdienstkreuz 1. Klasse der Bundesrepublik Deutschland
- 2013: Luchs des Jahres für Es gibt Dinge, die kann man nicht erzählen[17]
- 2016: „Hamburger Tüddelband“ für den besten Geschichtenerzähler des Jahres[18]
- 2018: Zürcher Kinderbuchpreis für Ein Sommer in Sommerby
- 2019: Ehrenbürgerin der Freien und Hansestadt Hamburg[19]
- 2020: Eine Sprachheilschule in Freiburg wird in Kirsten-Boie-Schule umbenannt.[20]
- 2020: Elbschwanenorden, Sprachpreis der Regionalgruppe Hamburg des Vereins Deutsche Sprache. Wegen rechtspopulistischer Äußerungen des Bundesvorsitzenden Walter Krämer lehnte es Boie ab, den Preis anzunehmen.[21]
- 2022: Katholischer Kinder- und Jugendbuchpreis für Dunkelnacht[22]
- 2022: Friedrich-Gerstäcker-Preis für Jugendliteratur der Stadt Braunschweig für ihren Roman Heul doch nicht, du lebst ja noch
- 2022: Deutscher Jugendliteraturpreis, Sparte Jugendbuch, für Dunkelnacht